# Mallesara, Tirthahalli
Mallesara là một làng thuộc tehsil Tirthahalli, huyện Shimoga, bang Karnataka, Ấn Độ.